# Crex
Crex és un gènere d'ocells de la família dels ràl·lids (Rallidae) que habiten el Vell Món.

## Taxonomia
Segons la classificació del Congrés Ornitològic Internacional (versió 2.5, 2010) aquest gènere està format per dues espècies:
- guatlla maresa eurasiàtica (Crex crex).
- guatlla maresa africana (Crex egregia).

Molts autors inclouen Crex egregia al gènere Crecopsis, deixant així el gènere Crex amb una única espècie.